# Cirrochroa peria
Cirrochroa peria är en fjärilsart som beskrevs av Jean Baptiste Godart 1819. Cirrochroa peria ingår i släktet Cirrochroa och familjen praktfjärilar. Inga underarter finns listade i Catalogue of Life.